# 熊氏鹿
熊氏鹿（學名：Rucervus schomburgki）是产于泰国中部地區的一種鹿，為泰國的特有種，1863年由愛德華·布萊思以時任英國駐曼谷領事羅伯特·赫爾曼·尚伯克（Robert Hermann Schomburgk）的名字命名。科學界普遍相信熊氏鹿於1938年絕滅，《國際自然保護聯盟瀕危物種紅色名錄》上熊氏鹿被歸類爲“絕滅”。
20世纪90年代初，有学者在老挝曾发现新鲜的鹿角，被鉴定属于熊氏鹿，因此有学者认为至少在20世纪90年代熊氏鹿仍有可能处于活跃状态。有人认为在老挝偏远地区熊氏鹿仍有很高的概率存在一小部分种群。

## 物種特徵

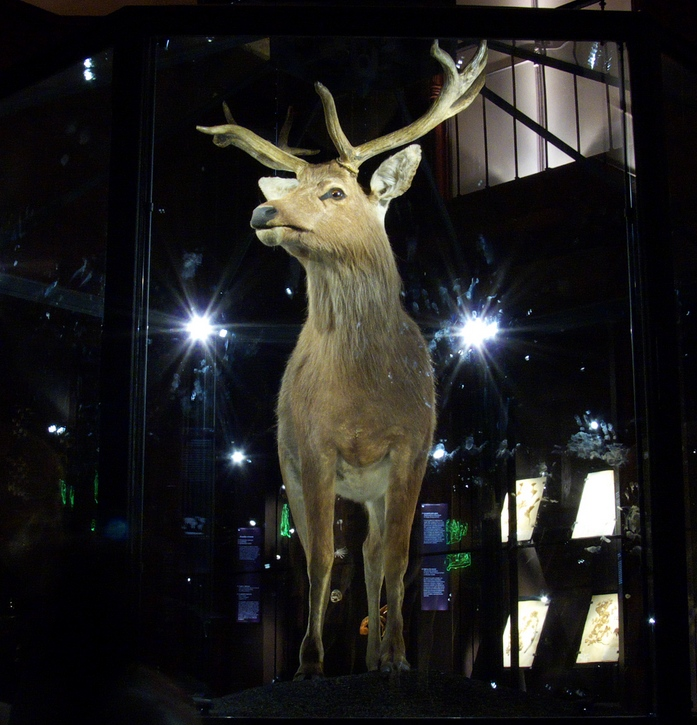
現存的唯一標本，存於巴黎。

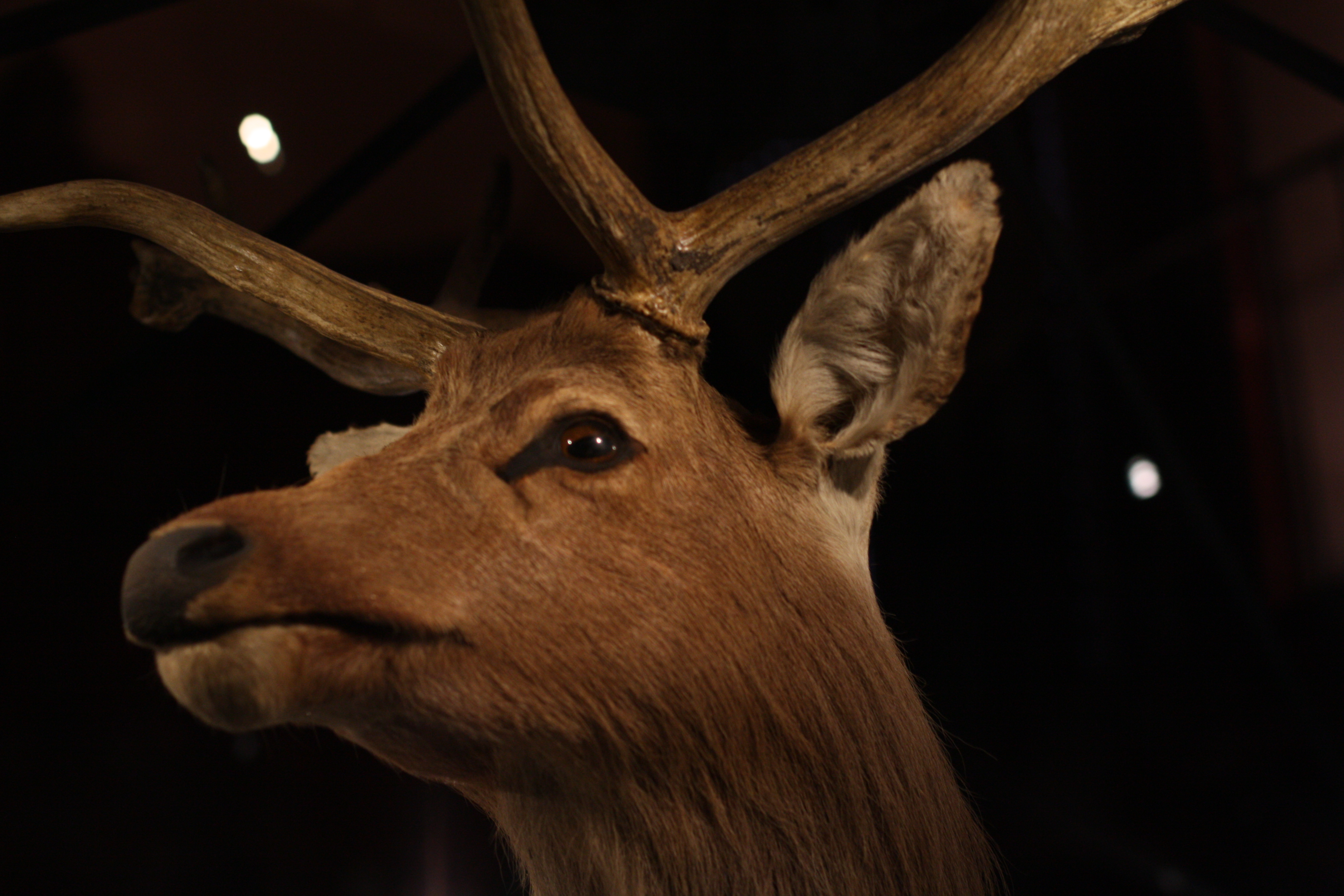
熊氏鹿頭部。

熊氏鹿姿態優美，外形與沼鹿（R. duvaucelii）相似，皮毛除腹部顔色較淺外普遍呈深棕色，尾巴底側則為白色。公鹿鹿角呈籃狀，從主幹往外生長，可達最多33次分叉，長度可及35英寸（90）。母鹿并無鹿角。

## 栖息環境
熊氏鹿滅絕前栖息於泰國中部近曼谷的昭披耶河谷沼澤平原中，這裏長草、甘蔗、灌木叢生。熊氏鹿會避開茂密的樹林，而鹿群通常由一頭公鹿、幾頭母鹿及小鹿組成。雨季來臨時洪水氾濫，多個鹿群被迫往高地聚集，當水位過高時高地成了孤島，無處可逃的它們容易成為獵戶手中的戰利品。

## 滅絕情況
十九世紀晚期，泰國的大米工業逐漸商業化，作爲熊氏鹿栖息地的草原及沼澤幾乎全數被清空，開發成稻田以應付出口需求。與此同時，熊氏鹿也面臨巨大的狩獵威脅，群種數量直綫下降，直至絕種。
科學家認爲熊氏鹿1932年因過度捕獵而正式在野外滅絕，最後一隻圈養的熊氏鹿則在1938年被殺害。2006年的《國際自然保護聯盟瀕危物種紅色名錄》將熊氏鹿歸類成絕滅物種，但有科學家相信此物種仍未完全絕種。
1991年，隸屬聯合國的農學家在寮國一家中藥店内發現了熊氏鹿的鹿角。全球現僅存一具熊氏鹿標本，1868年該鹿死於當地動物園後存於巴黎國家自然歷史博物館。